# Водопьяновка
Водопьяновка — посёлок  в Марксовском районе Саратовской области, входящий в состав Кировского муниципального образования. Посёлок расположен на плоском водоразделе рек  Малый Караман и Мечётка в 28 км восточнее Маркса и в 57 км от ближайшей  ж/д станции Приволжский.

## Общие сведения
Посёлок основан в 60-х гг. XIX века немецкими колонистами из Орловского и Екатериненштадта. Первоначальное название посёлка произошло от двух немецких слов: "neu"- "новый" и "brunnen" - "колодец".  
Жители занимались земледелием (пшеница, рожь, картофель) и животноводством. После образования Трудовой Коммуны (Автономной области) немцев Поволжья и до ликвидации АССР НП в 1941 г. посёлок Нейе-Брунен - административный центр Неё-Бруненского  сельского Совета Марксштадтского  
кантона АССР НП (с сентября 1941 г. - Саратовской области). 
Указом Президиума Верховного Совета РСФСР "О переименовании некоторых сельских Советов и населённых пунктов Саратовской области" 2 июля 1942 г. посёлок Нейе- Брунен было переименовано в Водопьяновку. В 1941- 1944 гг. - административный Ней- Бруненского (с 1942 г. - Водопьяновского). сельского Совета Марксштадского ( с 1942 г. - Марксовского) района Саратовской области. 
В 1929- 1941 гг. в посёлке размещалась усадьба колхоза "Ударник" 9 по-немецки "Stossbrigadler") с общей площадью 2394 га (в том числе пашни - 1910 га), а в посёлке разместилось отделение совхоза "Мечётинский", а с 1954 г. - совхоза "Новосельский".  
В 1982 г. был организован орошаемый совхоз им. М.В. Водопьянова (1998-2007 гг. - ООО "Водопьяновское"). Началось строительство новых домов (двухэтажные и одноэтажные дома). В них активно заселяли новые семьи, приехавшие из разных районов Саратовской области, а также из бывших республик Советского Союза. В посёлке имелось: хлебзавод, хозяйственная ферма рогатого скота, мастерская, АЗС для техники.  
Ряд рабочих совхоза  был отмечен многочисленными наградами. кавалерами ордена Дружбы Народов являются: Журавлёв И.В.: "Знак Почёта.   
В посёлке насчитывается 125 домов и 217 дворов. В 2012 году село Водопьяновка переименовали в - посёлок.  
Сейчас в посёлке имеется: МОУ - Основная общеобразовательная школа, СП МДОУ - детски сад "Аистёнок" , фельдшерско-акушерский пункт, отделение почтовой связи, 2 продуктовых магазина: ОАО "Дайкон" и ИП Новиков В.В. "Теремок",  сельская библиотека, МУК "Водопьяновкий" Дом досуга. 
6 мая 2015 года состоялось торжественное открытие памятника участникам Великой Отечественной войны на территории школы.

## Население
Численность постоянного населения посёлка: 40 чел. (1920 год); 140 чел. (1926 год); 140 чел. (1956 год); 30 чел. (1967 год); 130 чел. (1970 год); 120 чел. (1979 год); 720 чел. (1989 год); 972 чел. (1994 год); 831 чел. (2010 год); 493 чел.(2013 год); 536 чел. (2015 год). 574 чел. (2016 год), 577 чел. (2017 год), 597 чел. (2018), 582  чел. (2019 год), 600  чел. (2020 г.), 587 чел. (2021 г.).
| 2002 | 2010 | 2017 |
| ---- | ---- | ---- |
| 909  | ↘831 | ↘602 |

## Улицы
- Имени Водопьянова
- Комсомольская
- Мелиораторов
- Первомайская
- Рабочая
- Старосельская
- Степная
- Школьная